# Paralimnophila hybrida
Paralimnophila hybrida là một loài ruồi trong họ Limoniidae. Chúng phân bố ở miền Australasia.